# Милихгофер, Матиас
Ма́тиас Милихго́фер (нем. Mathias Mielichhofer, 1772—1847) — австрийский горный инженер, ботаник и минералог.

## Биография
Родился в Зальцбурге 26 октября 1772 года в семье офицера-карабинера. С детства занимался коллекционированием минералов.
Учился в Зальцбургском университете, в 1794 году практиковался в горной инженерии в Эбенау, Бадгастайне и Целль-ам-Зе, в 1798 году — в Хюттшлаге. С 1800 года работал в Зальцбурге, совершал поездки по горнодобывающим предприятиям Средней Германии. В 1812 году Милихгофер был назначен комиссаром инспекции горного дела в Ленде.
Женился в 1813 году.
С 1823 года работал асессором и советником в горном управлении в Зальцбурге. В 1839 году продал коллекцию минералов Аббатству святого Петра в Зальцбурге.
Первооткрыватель минерала вагнерита — фтор-фосфата магния, встречающегося в пегматитах в ассоциации с другими фосфатами.
Скончался 17 ноября 1847 года.

## Растения, названные в честь М. Милихгофера
- Mielichhoferia Hornsch. & Nees, 1831, nom. nov. — Милихгоферия
- Salix mielichhoferi Saut., 1849
- Weissia mielichhoferiana Funck, 1817 ≡ Mielichhoferia mielichhoferiana (Funck) Loeske, 1910